# Loxerebia yphtimoides
Loxerebia yphtimoides är en fjärilsart som beskrevs av Charles Oberthür 1891. Loxerebia yphtimoides ingår i släktet Loxerebia och familjen praktfjärilar. Inga underarter finns listade i Catalogue of Life.